# Suka Jaya (Sumber Jaya)
Suka Jaya is een bestuurslaag in het regentschap Lampung Barat van de provincie Lampung, Indonesië. Suka Jaya telt 2356 inwoners (volkstelling 2010).